# David Soria
David Soria Yoshinari (Lima, 18 de septiembre de 1977) es un exfutbolista peruano de ascendencia japonesa. Jugaba de volante o lateral izquierdo, obtuvo dos títulos con Sporting Cristal los año 2002 y 2005. Es hermano de Javier Soria Yoshinari.

## Clubes
| Club                      | País  | Año         |
| ------------------------- | ----- | ----------- |
| Consadole Sapporo         | Japón | 1996 - 1997 |
| Deportivo AELU            | Perú  | 1998 - 1999 |
| Sporting Cristal          | Perú  | 2000 - 2003 |
| Coronel Bolognesi         | Perú  | 2004        |
| Sporting Cristal          | Perú  | 2005 - 2007 |
| Universidad César Vallejo | Perú  | 2008 - 2009 |
| Total Chalaco             | Perú  | 2010        |
| Sport Áncash              | Perú  | 2011        |
| Deportivo Coopsol         | Perú  | 2012        |
| Walter Ormeño             | Perú  | 2013        |
| Walter Ormeño             | Perú  | 2016        |

## Palmarés

### Campeonatos nacionales
| Título                    | Club             | País | Año  |
| ------------------------- | ---------------- | ---- | ---- |
| Primera División del Perú | Sporting Cristal | Perú | 2002 |
| Primera División del Perú | Sporting Cristal | Perú | 2005 |